# Ellychnia granulicollis
Ellychnia granulicollis är en skalbaggsart som beskrevs av Fender in Hatch 1962. Ellychnia granulicollis ingår i släktet Ellychnia och familjen lysmaskar. Inga underarter finns listade i Catalogue of Life.